# Sistema de símbolos físicos
Un sistema de símbolos físicos (SSF) es un conjunto de entidades físicas, denominadas símbolos, que pueden ser combinadas en estructuras de símbolos y transformadas mediante una serie de procesos, dando lugar a nuevos símbolos. Así pues, se pueden distinguir tres componentes:
- Símbolos: entidades físicas concretas. La propiedad física se debe a que poseen un sustrato físico, el cual pueden ser de dos tipos:
  - Substrato físico-electrónico. Es el caso de los ordenadores, cuyos símbolos se realizan mediante circuitos electrónicos digitales.
  - Substrato físico-químico-biológico. Es el caso de los seres humanos, cuyos símbolos se realizan mediante redes de neuronas.
- Estructuras de símbolos: combinaciones de instancias de símbolos que se relacionan de manera física.
- Procesos: manipulación de símbolos y estructuras de símbolos, tales como crear, modificar, copiar, almacenar y destruir.

Esta estructura tiene dos nociones fundamentales, designación e interpretación, definidas por Allen Newell y Herbert Simon de la siguiente manera:
- Designación: Una expresión designa un objeto si, dada la expresión, el sistema puede afectar al propio objeto o comportarse de una manera dependiente del objeto. [...] En cualquier caso, se ha obtenido acceso al objeto a través de la expresión, lo cual es la esencia de la designación.[2]

- Interpretación: El sistema puede interpretar una expresión si ésta designa un proceso y si, dada la expresión, el sistema puede llevar a cabo el proceso.[2]

## Hipótesis del sistema de símbolos físicos
“Todo sistema de símbolos físicos posee los medios necesarios y suficientes para manifestar comportamientos inteligentes generales”.— Allen Newell y Herbert A. Simon.
En 1975, Newell y Simon presentaron la hipótesis de los sistemas de símbolos físicos, una ley de estructura cualitativa (base muy general para realizar estudios sobre una rama de la ciencia concreta) para el estudio de sistemas inteligentes — naturales o artificiales.
Basada en los principios de los símbolos físicos, su hipótesis pondera que un SSF tiene las cualidades necesarias y suficientes para considerarse inteligente. Por cualidades necesarias se hace referencia a que un sistema debe ser SSF para exhibir inteligencia; mientras que por cualidades suficientes se entiende que si un sistema es SSF y presenta una mínima complejidad, puede, automáticamente, presentar indicios de inteligencia. Con ello se entiende que, por tanto, la inteligencia de un sistema sólo será alcanzable si éste es capaz de procesar símbolos físicos.
La veracidad de la hipótesis conllevaría que las computadoras, cuando están provistas de los programas de procesamiento de símbolos adecuados, pueden actuar inteligente y, consecuentemente, que el comportamiento simbólico humano va ligado a su capacidad de procesar símbolos físicos.

## Defensa de la hipótesis
Para probar que los SSF son capaces de producir respuestas inteligentes, los SSF deben partir de la experiencia. Al no tratarse de un teorema, no se puede hacer uso de ninguna demostración puramente lógica para comprobar su viabilidad, por lo que se ha llegado a dos tipos de pruebas empíricas para observar la veracidad de la propuesta: la suficiencia de los SSF para generar inteligencia y la necesidad de contar con SSF allí donde se exhibe inteligencia. La primera se puede relacionar con la inteligencia artificial, mientras que la otra, con la psicología cognitiva.

### Inteligencia artificial
El tipo de IA vinculada a los SSF es la inteligencia artificial simbólica. Se trata de un modelo top-down que se basa en la lógica y la heurística para resolver problemas que no requieran de una interacción física o conciencia espacial en el entorno real. Es decir, son IA sin un cuerpo físico que trabaja a partir de representaciones abstractas del mundo conseguidas mediante un lenguaje que nace de la lógica matemática. De esta manera, y principalmente en los inicios de su creación, se empleaba exclusivamente para resolver teorizaciones o para actividades que no requirieran una interacción física, como puede ser jugar al ajedrez. Actualmente, sin embargo, con los avances en representación de conocimientos y visión artificial, se pueden programar IA simbólicas que perciban e interactúen con el entorno.

## Críticas
Las críticas dirigidas a la hipótesis de Newell y Simon están vinculadas, principalmente, a cuatro puntos base.
El primero de ellos argumenta que la inteligencia no proviene sólo de la capacidad de procesar símbolos sin significado, sino que, más allá de ese proceso de comprensión, la computadora debería ser capaz de realcionarse con el medio, con su contexto, de actuar en consecuencia. Se requiere una cierta “conexión” con lo que le rodea para darle significado a los símbolos. Esta conexión, algunos teóricos plantean, se puede conseguir mediante lo que llaman “encarnación”: la computadora necesita un cuerpo físico para tener experiencias. Algunos, como Hubert Dreyfus, incluso hablan de un “cuerpo como el de los humanos” para conseguir esa inteligencia humana que se busca.
Otro de los pensamientos que se oponen defiende que, gran parte de lo que sustenta la inteligencia, especialmente lo relacionado con la percepción, está vinculado a las señales no-simbólicas, es decir, analógicas. Y aunque sea posible imitar en símbolos cualquier tipo de proceso, la complejidad que requeriría sería extremadamente problemática.
Relacionado con el segundo punto, la tercera crítica parte de la premisa de que la computación, así como se ha entendido y trabajado en la IA, no es una base para desarrollar la inteligencia. En contraposición, defienden la creación de un modelo que siga una mecánica cercana a la del cerebro humano.
Finalmente, el último contraargumento toma como ejemplo las colonias de insectos. Muchas de las actividades etiquetadas como inteligentes que realizan los seres vivos, no sólo los humanos, son inconscientes. Cuando los insectos colaboran en una colonia lo hacen de forma instintiva, se enfrentan a situaciones de crisis a partir de una adaptabilidad innata, no manipulando símbolos. Jordan Pollack explica cómo una gran parte de la actividad de la mente humana es, de hecho, inconsciente.
Además, también podría utilizarse el argumento de la habitación china, publicado por John Searle en 1980, como crítica a esta hipótesis. Este argumento pretende demostrar que, al contrario de un ser humano, una máquina no es capaz de comprender los símbolos que utiliza, y por tanto, no puede considerarse inteligente partiendo únicamente de su capacidad de manipulación de dichos símbolos.